# Wydział Biologii Uniwersytetu Szczecińskiego
Wydział Biologii Uniwersytetu Szczecińskiego – dawny wydział Uniwersytetu Szczecińskiego (do 2012 roku nosił nazwę Wydział Nauk Przyrodniczych). Jego siedziba znajdowała się przy ulicy Wąskiej 13 w Szczecinie. Dnia 1 października 2019 r. wydział stał się częścią nowo utworzonego Wydziału Nauk Ścisłych i Przyrodniczych.

## Historia
Uniwersytet Szczeciński został powołany 1 października 1985 roku i w tym samym roku został utworzony Wydział Biologii. Jego pierwsza nazwa brzmiała Wydział Biologii i Nauk o Morzu. W 1992 roku zmieniono nazwę na Wydział Nauk Przyrodniczych. 1 września 2008 r. z WNP został wyodrębniony Wydział Nauk o Ziemi, zaś 1 marca 2011 Wydział Kultury Fizycznej i Promocji Zdrowia (dziś Wydział Kultury Fizycznej i Zdrowia. Nazwę Wydział Biologii nadano wydziałowi w 2012 roku. Na wydziale pracowało 30 profesorów.

## Struktura organizacyjna
Na Wydziale Biologii funkcjonowały następujące jednostki organizacyjne:
- Instytut Badań nad Bioróżnorodnością
  - Katedra Biologii Molekularnej i Cytologii
  - Katedra Chemii i Ochrony Środowiska Wodnego
  - Katedra Ekologii i Ochrony Środowiska
  - Katedra Taksonomii Roślin i Fitogeografii
  - Katedra Zoologii Bezkręgowców i Limnologii
  - Katedra Zoologii Kręgowców i Antropologii
  - Pracownia Badań Eksperymentalnych Środowiska
- Katedra Biochemii
- Katedra Biotechnologii Roślin
- Katedra Botaniki i Ochrony Przyrody
- Katedra Fizjologii
- Katedra Fizjologii i Inżynierii Genetycznej Roślin
- Katedra Genetyki Ogólnej i Molekularnej
- Katedra Mikrobiologii
- Katedra Immunologii
- Katedra Hydrobiologii i Zoologii Ogólnej
- Centrum Edukacji Środowiskowej w Małkocinie
- Centrum Biologii Molekularnej i Biotechnologii

## Kierunki kształcenia
- Studia licencjackie (pierwszego stopnia)[4]:
  - biologia
  - biotechnologia
  - genetyka i biologia eksperymentalna
  - mikrobiologia
- Studia inżynierskie (pierwszego stopnia):
  - ochrona i inżynieria środowiska przyrodniczego
- Studia magisterskie (drugiego stopnia)[5]:
  - biologia
  - biologiczne podstawy kryminalistyki
  - biotechnologia
  - mikrobiologia
  - ochrona i inżynieria środowiska przyrodniczego
- Studia doktoranckie (trzeciego stopnia)[6]:
  - biologia

Wydział miał uprawnienia do nadawania następujących stopni naukowych:
- doktora i doktora habilitowanego biologii

## Władze (2016–2020)
Władze Wydziału Biologii:
- Dziekan: dr hab. Andrzej Zawal, prof. US
- Prodziekan ds. Nauki: dr hab. Małgorzata Puc, prof. US
- Prodziekan ds. Studenckich: dr hab. Helena Więcław, prof. US